# NGC 7238
NGC 7238 — двойная звезда в созвездии Пегас.
Этот объект входит в число перечисленных в оригинальной редакции «Нового общего каталога».